# Darren Young
Frederick Douglas Rosser III (ur. 2 listopada 1983 w Union Township, New Jersey) – amerykański wrestler, bardziej znany jako Darren Young. Jednokrotny posiadacz tytułu mistrzowskiego WWE Tag Team Championship z Titusem O'Neilem (2015). 

## Kariera

### Wczesne lata
Uczęszczał do Union High School w New Jersey gdzie grywał w futbol amerykański, a następnie studiował na Fairleigh Dickinson University. Jako wrestler debiutował w 2002 na scenie niezależnej. Występował w niezależnych federacjach takich jak: Independent Wrestling Federation, Chaotic Wrestling i East Coast Wrestling Association.

### World Wrestling Entertainment (2005 – 2017)
W 2005 i 2006 zaliczył kilka występów dla World Wrestling Entertainment (WWE) w programach Sunday Night Heat i WWE Velocity. W 2009 podpisał kontrakt rozwojowy i został przeniesiony do Florida Championship Wrestling (FCW), gdzie zaczął występy pod nowym pseudonimem ringowym jako Darren Young.
W dniu 16 lutego 2010 został ogłoszonym jednym z ośmiu zawodników w pierwszym sezonie programu WWE NXT, a jego mentorem został CM Punk. 23 lutego 2010 zadebiutował w NXT w walce z Davidem Otungą, jednak przegrał starcie. Początkowo jego gimmick stanowiła postać wyluzowanego imprezowicza z Miami (określanego jako South Beach Party Boy), jednak niedługo później przyjął zasady straight edge wyznawane przez jego mentora - CM Punka, a także dołączył do stajni Straight Edge Society. W dniu 18 maja 2010 podczas jednego z odcinków WWE NXT Young został wyeliminowany z rywalizacji w głosowaniu widzów. Następnie 7 czerwca 2010 pojawił się podczas odcinka Raw wraz z pozostałymi uczestnikami pierwszego sezonu NXT. Zawodnicy NXT interweniowali w walce Johna Ceny z CM Punkiem, atakując obu wrestlerów, następnie przeszli do ataku na sędziego pojedynku, komentatorów, ochroniarzy oraz konferansjera ringowego, a także zdemolowali ring. W dniu 28 czerwca 2010 podczas Raw, zawodnicy NXT przedstawili się jako stajnia The Nexus, a ich celem było zdobycie kontraktów w WWE dla wszystkich uczestników rywalizacji w NXT. W kolejnych tygodniach zawodnicy The Nexus atakowali kolejnych wrestlerów oraz pracowników zaplecza WWE. 
W dniu 16 sierpnia 2010 podczas Raw, każdy z zawodników The Nexus (oprócz Daniela Bryana) mierzył się z zawodnikami WWE. Darren Young zadecydował o walce z Johnem Ceną, przegrywając starcie w walce wieczoru tego odcinka Raw, przez co został usunięty ze stajni The Nexus. Do WWE Young powrócił na początku września 2010, gdzie interweniował w walce Wade’a Barretta z Randym Ortonem przechodząc tym samym face turn. Następnie występował w kolejnych odcinkach WWE Superstars. W marcu 2011 znalazł się w piątym sezonie NXT (NXT Redemption), w którym występowali zawodnicy z poprzednich sezonów tego programu. Jego mentorem został Chavo Guerrero Jr. Young był jednym z trójki zawodników, którzy nie zostali wyeliminowani z rywalizacji i zostali zakontraktowani na występy na Raw lub SmackDown. 
W dniu 1 lutego 2012 stworzył tag team z Titusem O'Neilem występując wpierw w NXT, a następnie w kwietniu 2012 przechodząc na SmackDown i prowadząc rywalizację z Kofim Kingstonem i R-Truthem o tytuł WWE Tag Team Championship a w kolejnych miesiącach z Danielem Bryanem i Kane’em oraz Real Americans (Jack Swagger i Antonio Cesaro). Pod koniec stycznia 2014 Prime Time Players przegrali walkę z RybAxel (Ryback i Curtis Axel) po której Titus O'Neil zaatakował Younga, rozwiązując drużynę. W kolejnych tygodniach Young i O'Neil prowadzili rywalizację na przemian wygrywając i przegrywając walki ze sobą. W połowie kwietnia 2014 uległ kontuzji kolana, która wyeliminowała go z występów. 
W lutym 2015 Young powrócił do WWE po kontuzji zawiązując ponownie tag team z Titusem O’Neilem i reaktywując drużynę The Prime Time Players. Na gali Elimination Chamber (2015) The Prime Time Players wzięli udział w pierwszym w historii elimination chamber matchu o tytuł WWE Tag Team Championship, jednak zostali wyeliminowani przez The New Day. Tytuł WWE Tag Team Championship zdobyli na gali Money in the Bank (2015) pokonując The New Day. Następnie tytuł ten stracili na SummerSlam (2015) na rzecz The New Day. Pod koniec 2015 Young i O’Neil rozpoczęli występy solowe. 
W maju 2016 Young obrał za swojego life coacha Boba Backlunda, który zaczął promować Younga hasłem Make Darren Young Great Again, nawiązując tym samym do sloganu prezydenckiej kampanii Donalda Trumpa (Make America Great Again). W kolejnych tygodniach Backlund występował jako jego menedżer oraz pozwolił Youngowi na wykorzystywanie w walce jego chwytu o nazwie Crossface chickenwing. Następnie prowadził krótki feud z Mizem o tytuł WWE Intercontinental Championship a następnie ponownie przystąpił do rywalizacji z Titusem O’Neilem. W styczniu 2017 uległ kontuzji ręki. Pod koniec października 2017 jego kontrakt z WWE wygasł przez co Young opuścił federację.

### Dalsza kariera (2018 – obecnie)
Na przełomie sierpnia i września 2018 pojawił się w federacji Chikara, gdzie wziął udział w turnieju King of Trios w stajni The Nexus Alliance u boku P.J. Blacka i Michaela Tarvera. W sierpniu 2020 japońska federacja New Japan Pro Wrestling ogłosiła występy Rossera w swoich szeregach. W dniu 4 września 2020 Rosser zadebiutował w NJPW występując następnie w tag teamie z Alexem Zaynem.
W marcu 2021 zadebiutował w ogólnoamerykańskiej federacji National Wrestling Alliance (NWA) walcząc m.in. o tytuł NWA World Television Championship, jednak przegrał starcie z Da Pope’em. 
W czerwcu 2021 NJPW ogłosiła podpisanie pełnego kontraktu z zawodnikiem. W maju 2022 sięgnął po swoje pierwsze mistrzostwo w NJPW - Strong Openweight Championship.

### Tytuły i osiągnięcia
- Chaotic Wrestling
  - Chaotic Wrestling New England Championship (1 raz)
  - Chaotic Wrestling Tag Team Championship (1 raz) – z Rickiem Fullerem[20]
- East Coast Wrestling Association
  - ECWA Heavyweight Championship (2 razy)
  - ECWA Mid Atlantic Championship (1 raz)
- Independent Wrestling Federation
  - IWF Heavyweight Championship (2 razy)
  - Commissioner's Cup Tag Team Tournament (2003) – z Hadrianem
  - Commissioner's Cup Tag Team Tournament (2004) – z Kevinem Knightem
  - Commissioner's Cup Tag Team Tournament (2006) – z Francizem
  - Tournament of Champions (2004)
- National Wrestling Superstars
  - NWS Tag Team Championship (1 raz) – z Bulldogiem Collare
- New Japan Pro-Wrestling
  - Strong Openweight Championship (1 raz)
- Pro Wrestling Illustrated
  - Feud roku (Feud of the Year; 2010) The Nexus vs WWE
  - Najbardziej inspirujący zawodnik roku (Inspirational Wrestler of the Year; 2013)
  - Najbardziej znienawidzony zawodnik roku, najlepszy heel (Most Hated Wrestler of the Year; 2010) Jako część stajni The Nexus
  - Sklasyfikowany na 89. miejscu wśród 500 najlepszych wrestlerów w zestawieniu PWI 500 w 2013[21].
- Rolling Stone
  - Najbardziej zasługujący na push (Most Deserved Push; 2015) Jako członek The Prime Time Players
- World Wrestling Entertainment / WWE
  - WWE Tag Team Championship (1 raz) – z Titusem O’Neilem
  - Slammy Awards – Szokujące wydarzenie roku (Shocker of the Year; 2010) Debiut stajni The Nexus
- Wrestling Observer Newsletter
  - Najgorszy feud (Worst Feud of the Year; 2016) vs Titus O'Neil

### Inne media

#### Gry komputerowe
Jego postać pojawiła się w kilku grach komputerowych: WWE 2K14, WWE 2K15, WWE 2K16, WWE 2K17 i WWE 2K18. 

#### Telewizja i film
| Rok  | Tytuł                    | Rola   |
| ---- | ------------------------ | ------ |
| 2013 | Total Divas              | On sam |
| 2013 | The Ellen DeGeneres Show | On sam |

## Życie osobiste
Rosser jest pierwszym w historii WWE zawodnikiem, który będąc zatrudnionym w tej federacji dokonał coming outu publicznie deklarując swoją orientację jako homoseksualną (dokonał tego w sierpniu 2013). Jest również czwartym zawodnikiem WWE, który dokonał coming outu po Pacie Pattersonie, Chrisie Kanyonie i Orlando Jordanie (biseksualista) – jednakże ci trzej wyżej wymienieni wrestlerzy ujawnili swoją orientację seksualną dopiero po opuszczeniu federacji WWE. Po tym jak Rosser ogłosił swój coming out, otrzymał od WWE oraz innych wrestlerów słowa wsparcia.
W kwietniu 2017 podczas wywiadu dla platformy streamingowej AfterBuzz TV ujawnił, że jego matka jest lesbijką.